# 28-й Венецианский кинофестиваль
28-й Венецианский международный кинофестиваль проходил в Венеции (Италия) с 26 августа по 8 сентября 1967 года.

## Жюри
- Альберто Моравиа (председатель жюри, Италия),
- Карлос Фуэнтес (Мексика),
- Хуан Гойтисоло (Испания),
- Эрвин Лайзер (Германия),
- Вайолетт Морин (Франция),
- Сьюзан Зонтаг (США),
- Ростислав Юренев (СССР).

## Фильмы в конкурсе
- Голландец, режиссёр Энтони Харви
- Трапеза, режиссёр Эдгар Райц
- После сезона, режиссёр Золтан Фабри
- Китаянка, режиссёр Жан-Люк Годар
- Китай близко, режиссёр Марко Беллоккьо
- Царь Эдип, режиссёр Пьер Паоло Пазолини
- Утро, режиссёр Младомир «Пуриша» Джорджевич
- Дом нашей матери, режиссёр Джек Клейтон
- Посторонний, режиссёр Лукино Висконти

## Награды
- Золотой лев: Дневная красавица, режиссёр Луис Бунюэль
- Специальный приз жюри Венецианского кинофестиваля: Китаянка, режиссёр Жан-Люк Годар и Китай близко, режиссёр Марко Беллоккьо
- Кубок Вольпи за лучшую мужскую роль: Любиша Самарджич — Утро
- Кубок Вольпи за лучшую женскую роль: Ширли Найт — Голландец
- Лучший дебют: Эдгар Райц — Трапеза
- Лучший короткометражный документальный фильм: От одного до восьми, фильм Христо Ковачев
- Приз международной ассоциации кинокритиков (ФИПРЕССИ): Китай близко, фильм Марко Беллоккьо и Бунт самураев, фильм Масаки Кобаяси
- Кубок Пазинетти за лучший фильм: Дневная красавица, фильм Луис Бунюэль и Мушетт, фильм Робер Брессон